# One I Want
One I Want (с англ. — «Та, Кого Я Хочу») — пятидесятый в общем и второй с альбома Van Halen III сингл хард-рок группы Van Halen, выпущенный в апреле 1998 года на лейбле Warner Bros..

## О сингле
Это второй сингл с новым вокалистом Гари Чероуном.
Достиг 27 строчки в хит-параде Hot Mainstream Rock Tracks.
В тексте песни перечисляются некоторые люди и чего они хотят, а в припеве главный герой говорит "ты та, кого я хочу".

## Список композиций
| №  | Название     | Длительность |
| -- | ------------ | ------------ |
| 1. | «One I Want» | 5:30         |

## Участники записи
- Алекс Ван Хален — ударные
- Эдди Ван Хален — электрогитара, бэк-вокал
- Майкл Энтони — бас-гитара, бэк-вокал
- Гари Чероун — вокал